# Бродски Ступник
Бродски Ступник је насељено место и седиште општине у Бродско-посавској жупанији, Република Хрватска.

## Историја
До територијалне реорганизације у Хрватској налазио се у саставу бивше велике општине Славонски Брод.

## Становништво
На попису становништва 2011. године, општина Бродски Ступник је имала 3.036 становника, од чега у самом Бродском Ступнику 1.586.

## Попис1991.
На попису становништва 1991. године, насељено место Бродски Ступник је имало 1.636 становника, следећег националног састава:
| Попис 1991.‍   | Попис 1991.‍  | Попис 1991.‍ | Попис 1991.‍ | Попис 1991.‍ |
| ------------- | ------------ | ----------- | ----------- | ----------- |
|               |              |             |             |             |
| Хрвати        | Хрвати       |             | 1.405       | 85,88%      |
| Срби          | Срби         |             | 90          | 5,50%       |
| Југословени   | Југословени  |             | 27          | 1,65%       |
| Украјинци     | Украјинци    |             | 4           | 0,24%       |
| Словенци      | Словенци     |             | 2           | 0,12%       |
| Чеси          | Чеси         |             | 2           | 0,12%       |
| Муслимани     | Муслимани    |             | 1           | 0,06%       |
| Немци         | Немци        |             | 1           | 0,06%       |
| остали        | остали       |             | 1           | 0,06%       |
| неопредељени  | неопредељени |             | 23          | 1,40%       |
| регион. опр.  | регион. опр. |             | 4           | 0,24%       |
| непознато     | непознато    |             | 76          | 4,64%       |
| укупно: 1.636 |              |             |             |             |